# Nationalliga A (Eishockey) 1961/62
Die Saison 1961/62 war die 24. reguläre Austragung der Nationalliga A, der höchsten Schweizer Spielklasse im Eishockey. Zum ersten Mal in seiner Vereinsgeschichte wurde der EHC Visp Schweizer Meister, während der EHC Basel-Rotweiss zwar sportlich in die NLB abstieg, nachträglich jedoch aufgrund einer Ligaaufstockung um zwei Mannschaften zur folgenden Spielzeit doch noch den Klassenerhalt erreichte.

## Modus
Wie im Vorjahr wurde die Liga in einer gemeinsamen Hauptrunde ausgetragen. Jede der acht Mannschaften spielte in Hin- und Rückspiel gegen jeden Gruppengegner, wodurch die Gesamtanzahl der Spiele pro Mannschaft 14 betrug. Der Tabellenerste wurde Schweizer Meister, während der Tabellenletzte gegen den besten Zweitligisten in der Relegation um den Klassenerhalt antreten musste. Für einen Sieg erhielt jede Mannschaft zwei Punkte, bei einem Unentschieden einen Punkt. Bei einer Niederlage erhielt man keine Punkte.

## Hauptrunde

### Abschlusstabelle
| Pl. | Team                      | Sp. | S  | U | N  | Tore   | Pkt. |
| --- | ------------------------- | --- | -- | - | -- | ------ | ---- |
| 1.  | EHC Visp                  | 14  | 11 | 1 | 2  | 62:40  | 23   |
| 2.  | SC Bern                   | 14  | 10 | 0 | 4  | 82:44  | 20   |
| 3.  | Zürcher SC                | 14  | 8  | 1 | 5  | 79:72  | 17   |
| 4.  | HC Ambrì-Piotta           | 14  | 7  | 0 | 7  | 63:74  | 14   |
| 5.  | SC Langnau                | 14  | 6  | 1 | 7  | 71:87  | 13   |
| 6.  | Young Sprinters Neuchâtel | 14  | 6  | 1 | 7  | 44:51  | 13   |
| 7.  | HC Davos                  | 14  | 5  | 0 | 9  | 36:50  | 10   |
| 8.  | EHC Basel-Rotweiss        | 14  | 1  | 0 | 13 | 26:149 | 5    |

### Beste Scorer
| Pl. | Spieler         | Team       | Tore | Assists | Punkte |
| --- | --------------- | ---------- | ---- | ------- | ------ |
| 1.  | Peter Stammbach | SC Bern    | 24   | 21      | 45     |
| 2.  | Rolf Diethelm   | SC Bern    | 23   | 14      | 37     |
| 3.  | Walter Wittwer  | SC Langnau | 19   | 14      | 33     |

## Relegation
- EHC Basel-Rotweiss – HC Villars

Der HC Villars setzte sich als bester Zweitligist ursprünglich in der Relegation gegen den EHC Basel-Rotweiss durch, jedoch entschied sich der Schweizer Eishockeyverband nachträglich dazu die Liga zur folgenden Spielzeit um zwei Mannschaften aufzustocken, wodurch Basel doch noch den Klassenerhalt erreichte. Neben Basel und Villars durfte auch der NLB-Vizemeister EHC Kloten in die NLA aufsteigen.